# Rückholz
Rückholz – miejscowość i gmina w południowych Niemczech, w kraju związkowym Bawaria, w rejencji Szwabia, w regionie Allgäu, w powiecie Ostallgäu, wchodzi w skład wspólnoty administracyjnej Seeg. Leży w Allgäu, około 15 km na południowy zachód od Marktoberdorfu.

## Demografia
| Rok  | Liczba mieszk. |
| ---- | -------------- |
| 1970 | 600            |
| 1987 | 726            |
| 2000 | 827            |

## Polityka
Wójtem gminy jest Xaver Boos, rada gminy składa się z 8 osób.
|      | CSU/FW | Razem |
| 2008 | 8      | 8     |
| 2002 | 8      | 8     |